# Raïon de Niandoma
Le raïon de Niandoma (en russe : Ня́ндомский райо́н, Niandomski raïon) est une subdivision administrative (raïon) et une municipalité (okroug municipal) de l'oblast d'Arkhangelsk dans le Nord de la Russie européenne. Situé dans le sud-ouest de l'oblast, le se situe sur le plateau de Niandoma. Son centre administratif est la ville de Niandoma, et il compte en tout 157 localités. Sa population s'élevait à 22 889 habitants en 2023.

## Géographie
Le raïon se situe dans l'oblast d'Arkhangelsk, un sujet de la fédération de Russie situé dans le Nord de la Russie européenne. Le sujet fait partie du district fédéral du Nord-Ouest, et il inclus comme tout l'oblast dans la région du Nord. Comme tout l'oblast, il est situé dans le fuseau horaire MSK (heure de Moscou). Le décalage horaire appliqué par rapport au temps universel coordonné est +03:00.